# Pizzighettone
Pizzighettone – miejscowość i gmina we Włoszech, w regionie Lombardia, w prowincji Cremona.
Według danych na rok 2004 gminę zamieszkiwało 6766 osób, 211,4 os./km².